# Victoria Cartagena
Victoria Luz Cartagena (14 de febrero de 1985) es una actriz de teatro, cine y televisión estadounidense, reconocida por interpretar el rol de Zoe Lopez en la serie de The Bedford Diaries y por su papel de Renee Montoya en Gotham.
Victoria nació en Filadelfia, hija de Víctor y Lucy Cartagena. Ingresó en la Universidad Estatal de Penn, donde obtuvo un título en educación. Más tarde fue aceptada en la Academia Estadounidense de Música y Artes Dramáticas. Cartagena ha protagonizado numerosas obras de teatro y ha realizado algunas apariciones en televisión y cine a partir del 2004. Recientemente Victoria apareció en las series de televisión The Bedford Diaries, Kidnapped y en el final de temporada en 2008 de Law and Order: Special Victims Unit. 

## Filmografía

### Cine
| Año  | Título             | Rol            | Notas |
| ---- | ------------------ | -------------- | ----- |
| 2004 | Baby Fat           | Latina         |       |
| 2006 | Sorry Ain't Enough | Lillian        |       |
| 2010 | Salt               | Agente         |       |
| 2016 | The Pastor         | Mercia Álvarez |       |
| 2016 | Blowtorch          | Rita           |       |

### Televisión
| Año       | Título                            | Rol              | Notas                                                                   |
| --------- | --------------------------------- | ---------------- | ----------------------------------------------------------------------- |
| 2006      | The Bedford Diaries               | Zoe Lopez        |                                                                         |
| 2006      | Kidnapped                         | Diane Weaver     | "Special Delivery"                                                      |
| 2007      | Protect and Serve                 | Anita Esparza    |                                                                         |
| 2008      | Law & Order: Special Victims Unit | Cecelia Cruz     | "Cold"                                                                  |
| 2009      | Army Wives                        | Carmen Richards  | "Fire in the Hole"                                                      |
| 2009      | The Good Wife                     | Teresa Reyes     | "Crash"                                                                 |
| 2011      | Unforgettable                     | Maria Ortiz      | "Check Out Time"                                                        |
| 2011      | A Gifted Man                      | Maria            | "In Case of Memory Loss"                                                |
| 2013      | Blue Bloods                       | Letitia Williams | "Warriors"                                                              |
| 2013      | Elementary                        | Hope             | "Déjà Vu All Over Again"                                                |
| 2014-2015 | Gotham                            | Renee Montoya    | personaje principal (temporada 1) serie de TV FOX                       |
| 2016      | The Path                          | Evelyn Hernández | "Breaking and Entering", "Refugees", "The Shore"                        |
| 2018      | Jessica Jones                     | Sonia Arocho     | "AKA God Help the Hobo", "AKA Shark in the Bathtub, Monster in the Bed" |
| 2018      | You                               | Claudia          | personaje recurrente, serie de TV Netflix                               |
| 2018      | Manifest                          | Lourdes          | personaje recurrente, serie de TV NBC                                   |
| 2021-2022 | Batwoman                          | Renee Montoya    | personaje principal (temporada 3), serie de TV The CW                   |